# Katarzyna Kozyra
Katarzyna Kozyra (ur. 1 lutego 1963 w Warszawie) – polska rzeźbiarka, artystka tworząca instalacje, fotografie i sztukę wideo.

## Wykształcenie
Studiowała germanistykę na Uniwersytecie Warszawskim (1985–1988). Jest absolwentką „Kowalni”, czyli pracowni prof. Grzegorza Kowalskiego na Akademii Sztuk Pięknych w Warszawie (1988–1993) oraz Hochschule für Graphik und Buchkunst w Lipsku (1998).

## Działalność artystyczna
Jej pracą dyplomową była Piramida zwierząt (1993). Były to ustawione jedno na drugim, spreparowane ciała zwierząt: konia, psa, kota i koguta. Cytując motyw z bajki braci Grimm Muzykanci z Bremy, Piramida... miała traktować o uwikłaniu wszystkich ludzi w przemysłowy proceder zabijania zwierząt. Rozgłos wokół pracy spowodował, że do Kozyry przylgnęło miano artystki kontrowersyjnej. Od tego czasu także większość kolejnych prac (Więzy krwi 1995, Olimpia 1996, Łaźnia żeńska 1997 i Łaźnia męska 1999) odbijała się szerokim echem w mediach.
Olimpia (zdjęcia i film) była zapisem walki Kozyry z chorobą nowotworową. W założeniu autorki praca ta była próbą przywrócenia godności schorowanemu, umierającemu ciału; polemiką z oficjalnym, lansowanym powszechnie wizerunkiem ciała zdrowego, silnego, pięknego i całkowicie kontrolowanego. Był to sprzeciw wobec przekonania o tym, że choroba czy starość ciała skazują jego właściciela na społeczną niewidzialność.
Podobną tematykę porusza Łaźnia żeńska (artystka weszła do publicznej łaźni z ukrytą kamerą). Kozyra chciała pokazać, jak kobiety wyglądają „naprawdę”, tzn. w sytuacji, gdy nikt na nie nie patrzy i gdy nie muszą spełniać wyśrubowanych kanonów urody. Praca była też aluzją do historii malarstwa, które miało duży udział w formowaniu takiego kanonu (obrazy Dominique’a Ingres’a przedstawiające żeńskie łaźnie). Łaźnia męska była konfrontacją i kontynuacją pracy. Artystka weszła do męskiej łaźni z przyprawioną atrapą penisa i ręcznikiem przewieszonym przez szyję, który ukrywał jej piersi. Ku zaskoczeniu Kozyry okazało się, że mężczyźni nawet będąc sami, cały czas zajmują się swoim wizerunkiem, przyglądają się sobie, porównują. Mistyfikacja nie została odkryta.
W 1999 reprezentowała Polskę na 48. Międzynarodowym Biennale Sztuki w Wenecji, gdzie za wideoinstalację Łaźnia męska dostała wyróżnienie honorowe.
W latach 1999–2002 Katarzyna Kozyra pracowała nad projektem zainspirowanym choreografią Wacława Niżyńskiego do baletu Święto Wiosny Igora Strawinskiego. W 2002 zrealizowała pracę wideo Kara i zbrodnia.
W swoim projekcie W sztuce marzenia stają się rzeczywistością Kozyra koncentruje się na zagadnieniu kreacji i performatywności.
Katarzyna Kozyra tworzy również teledyski. Przykładem jest Cheerleaderka z cyklu W sztuce marzenia stają się rzeczywistością. W tym muzycznym epizodzie Kozyra interpretuje piosenkę Gwen Stefani What Are You waiting for. Bawiąc się kliszami kobiecości i męskości, artystka wciela się w rolę gwiazdy pop-rock, odgrywającej rolę cheerleaderki w męskiej szatni sportowej. W chórkach występują kuratorzy i dyrekcja Zachęty.
Od 2010 roku pracuje nad swoim pierwszym pełnometrażowym filmem fabularnym. Na przełomie 2010 i 2011 roku odbyła się duża wystawa monograficzna Kozyry w warszawskiej Zachęcie „Katarzyna Kozyra. Casting”. Podczas tej wystawy prezentującej najważniejsze prace w dorobku artystki, zrealizowała ona swój najnowszy projekt. Był to casting na Kozyrę. Publiczność Zachęty podczas zwiedzania wystawy mogła wziąć udział w castingu. Efekty w postaci zmontowanych nagrań z pomieszczenia castingowego były pokazywane na wystawie. Na przełomie 2011 i 2012 roku Kozyra miała drugą przekrojową wystawę w Polsce, tym razem w Muzeum Narodowym w Krakowie. Wystawa nosiła tytuł „Katarzyna Kozyra. Wystawa”. Artystka po raz pierwszy na tej wystawie zaprezentowała także rekwizyty ze swoich prac w muzealnych gablotach.
W 2022 roku tygodnik „Polityka” uznał Piramidę zwierząt za jedno z dziesięciu najważniejszych dzieł sztuki ostatniego trzydziestolecia.

## Nagrody i wyróżnienia
- 1997: laureatka Paszportu Polityki.
- 1999: honorowe wyróżnienie na 48. Biennale Sztuki w Wenecji, na którym reprezentowała Polskę.
- 2011: nagroda Ministra Kultury i Dziedzictwa Narodowego.

## Galeria

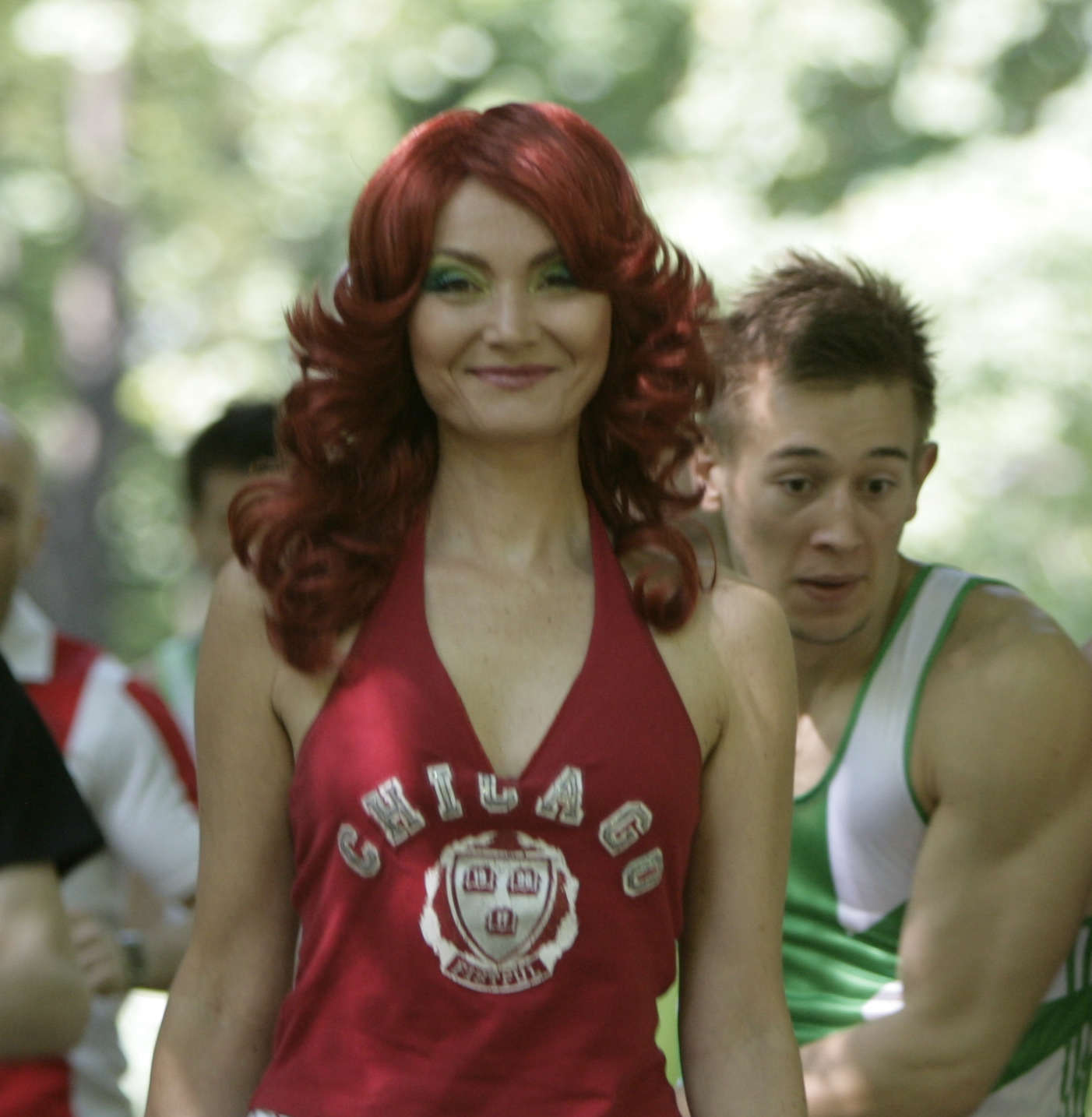
Katarzyna Kozyra – fragment kadru z filmu Cheerleaderka (z kolekcji Zachęty Narodowej Galerii Sztuki)
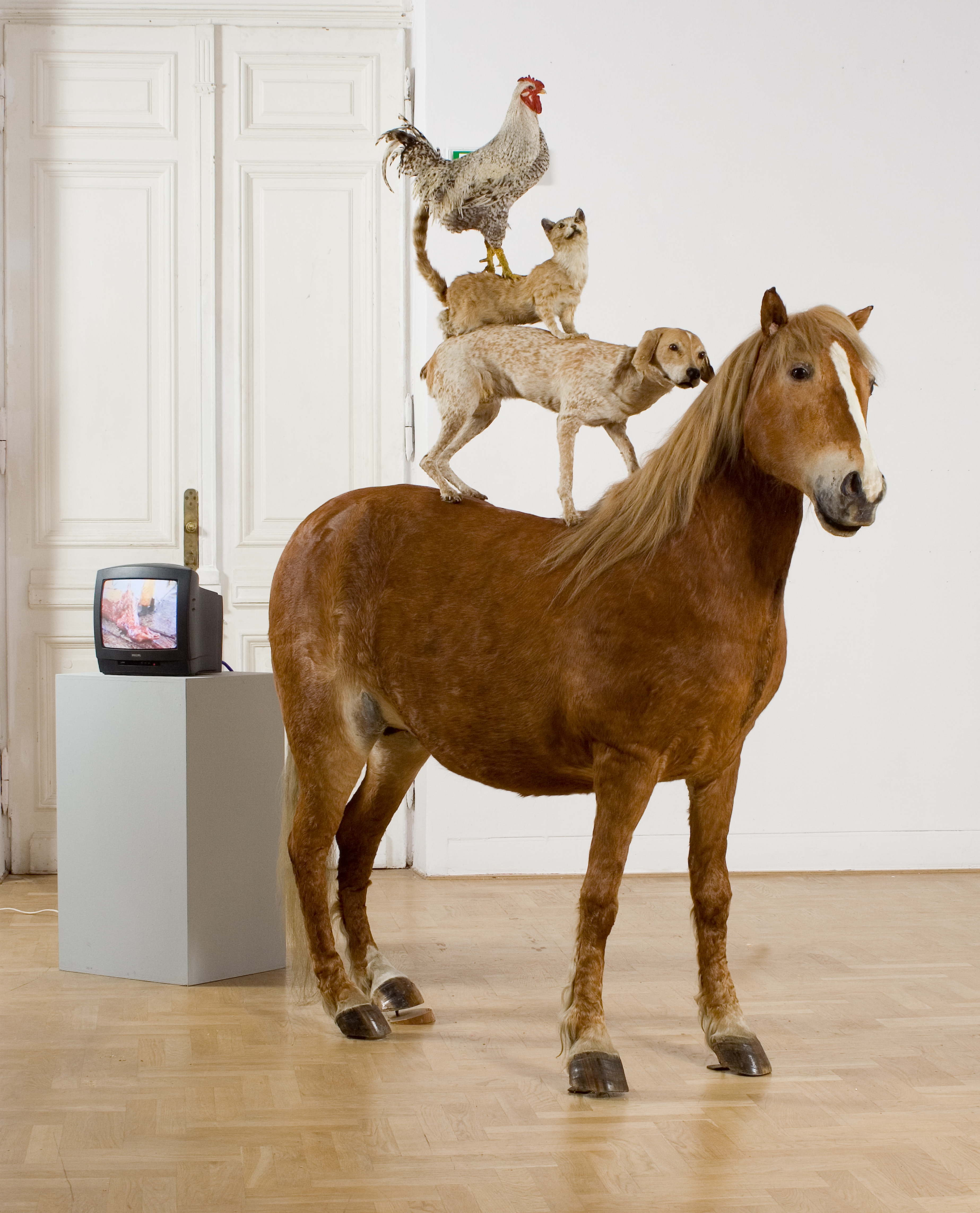
Katarzyna Kozyra, Piramida zwierząt, 1993